# 比良招福温泉
比良招福温泉（ひらしょうふくおんせん）は滋賀県大津市北比良948-10にある天然温泉。

## 概要
比良川北岸河口より500mの位置で掘削された温泉。地質的には地表より300mは花崗岩の砂が山より堆積しており、それ以降1040mまでは粘土質で、1040m以降は岩盤層に変化している。
比良招福温泉は1060mまで掘り進んでおり、岩盤境の温泉水を採取している。このボーリング結果（ボーリング記録とサンプルより）と、湖底の地層構造を衝撃波により調査したこれまでの学術調査結果（植村善博：「比較変動地形論　古今書院、及び、URBAN　KUBOTA　NO.37/11）から推定される湖底の岩盤深さが一致しており、この調査結果により、比良湖岸断層はこの掘削地点より山側にあるのではないかと推定されている。

## 泉質
- ナトリウム炭酸水素塩泉（中性低張性塩泉）
  - 源泉温度 38.0℃
  - 湧出量 351L/min（日量 約500t）
  - Ph 7.30
  - 黄褐色のにごり湯

## 主な成分
- 陽イオン（1mg/kg以上の成分を表記）
  - ナトリウムイオン（205.3mg/kg）、カルシウムイオン（26.3mg/kg）カリウムイオン（8.0mg/kg）、第一鉄イオン（7.7mg/kg）、マグネシウムイオン（6.8mg/kg）、第二鉄イオン（2.1mg/kg）
- 陰イオン（1mg/kg以上の成分を表記）
  - 炭酸水素イオン（819mg/kg）、塩素イオン（14.5mg/kg）、フッ素イオン（1.2mg/kg）
- 遊離成分（1mg/kg以上の成分を表示）
  - メタケイ酸（86.6mg/kg）、遊離炭酸（42.1mg/kg）

## 効能
- 浴用の適応症
  - 神経痛、筋肉痛、関節痛、五十肩、運動麻痺、関節のこわばり、うちみ、くじき、慢性消化器病、痔疾、冷え性、病後回復期、疲労回復、健康増進、きりきず、やけど、慢性皮膚病
- 浴用の禁忌症
  - 急性疾患（特に熱のある場合）、活動性の結核、悪性腫瘍、重い心臓病、呼吸不全、腎不全、出血性疾患、高度の貧血、その他一般に病勢進行中の疾患、妊娠中（特に初期と末期）
- 飲用の適応症（飲用の施設はない）
  - 慢性消化器病、糖尿病、痛風、肝臓病
- 飲用の禁忌症
  - 腎臓病、高血圧症、その他一般にむくみのあるもの、甲状腺機能亢進症のあるときはヨウ素を含有する温泉を禁忌とする

## 歴史
- 比良招福温泉は2007年2月に掘削が開始され、同年11月に掘削が成功した比較的新しい温泉である。
- 掘削を行ったホリデーアフタヌーンにより宿泊および日帰りの入浴が開始されたのが2008年11月である。

## 温泉街
- 比良招福温泉は近江舞子の温泉&レジャー総合基地（宿泊、ベーカリー&喫茶、テニス、フットサル、ドッグラン、ダーツなどが楽しめる）の内湯として存在する。現在は温泉街はないが、近江舞子は滋賀県でも有数な景勝地として有名で夏には湖水浴の観光客で賑わい、春・秋は比良山への登山客や琵琶湖や内湖でのバス釣り、冬は琵琶湖バレイスキー場も近いためスキー客も訪れるなどの風土があり比良招福温泉の周辺は別荘や保養所などがある。

## アクセス
- 比良招福温泉は琵琶湖の湖西地区の近江舞子駅と比良駅の中間、琵琶湖から徒歩5分の場所に位置し比良山系を望める位置にある。
  - JR湖西線近江舞子駅から徒歩15分